# Anthony Dafaa
Anthony Clement Dafaa (26 giugno 1988) è un ex calciatore keniota, di ruolo centrocampista.

## Carriera

### Club
Ha collezionato oltre 100 presenze nella massima serie finlandese con varie squadre.

### Nazionale
Nel 2007 ha esordito in nazionale.